# Майорова Олена Володимирівна
Майорова Олена Володимирівна — російська акторка. Заслужена артистка Росії (1989).

## З життєпису
Народилая 30 травня 1958 р. в м. Южно-Сахалінськ в робітничій родині. Трагічно загинула 23 серпня 1997 р. у Москві. Похована на Троєкуровському кладовищі. Закінчила Державний інститут театрального мистецтва. З 1983 р. працювала у МХАТі.
Знялась у 24 кінокартинах:
- «Вам і не снилося» (1980), «Парад планет» (1984), «Зіна-Зінуля» (1986), «Льотна пригода» (1986),  в українському фільмі «Невстановлена особа» (1990) тощо.